# 메리츠화재해상보험
메리츠화재해상보험 주식회사는 대한민국의 손해보험사이다.

## 역사
1922년에 조선화재해상보험으로 설립되었다. 이는 현존하는 한국 보험회사 중에서는 제일 오래된 것이다.
1950년에 사명을 조선화재해상보험에서 동양화재해상보험으로 변경하였으며, 2005년에 사명을 동양화재해상보험에서 메리츠화재해상보험으로 변경하였다.

## 같이 보기
- 조선생명 (1921년)